# Litvîțea, Dubrovîțea
Litvîțea (în ucraineană Літвиця) este un sat în comuna Trîputnea din raionul Dubrovîțea, regiunea Rivne, Ucraina.

## Demografie
Componența lingvistică a localității Litvîțea
     Ucraineană (99,24%)
     Alte limbi (0,5%)
Conform recensământului din 2001, majoritatea populației localității Litvîțea era vorbitoare de ucraineană (99,24%), existând în minoritate și vorbitori de alte limbi.